# Rosalba recta
Rosalba recta är en skalbaggsart som först beskrevs av Thomson 1868.  Rosalba recta ingår i släktet Rosalba och familjen långhorningar.
Artens utbredningsområde är Venezuela. Inga underarter finns listade i Catalogue of Life.